# Kystbanens rullende materiel
Kystbanens rullende materiel er en oversigt over Kystbanens nuværende og historiske togtyper.

## Nuværende
| Type og litra  | Billede      | Type                             | Maks. hastighed | Antal                                               | Vogne pr. togsæt | Antal sæder                  | Byggeår   | Driftsår        | Bemærkning                                  |
| -------------- | ------------ | -------------------------------- | --------------- | --------------------------------------------------- | ---------------- | ---------------------------- | --------- | --------------- | ------------------------------------------- |
| IR4 (litra ER) | IR4 - Litra4 | Elektrisk togsæt                 | 180             | 20                                                  | 4                | 219-227 (heraf 20 klapsæder) | 1993-1995 | 1995-           | Ejet af DSB. Lejet af Transportministeriet. |
| Litra EB       |              | Ellokomotiv                      | 200             | 20                                                  |                  |                              | 2020-     | 2021-           | Helsingør-Roskilde/Køge Nord-Næstved        |
| Litra ABs/B    |              | Dobbeldækkervogne fremført af EB | 160             |                                                     |                  | 121 (heraf 20-23 klapsæder)  | 2002-     | 2002-2009 2021- | Helsingør-Roskilde/Køge Nord-Næstved        |
| IC4            |              | Dieseltogsæt                     | 180             | 13 - da mange af togene er i stykker eller ophugget |                  |                              | 2003-2013 | 2023-           | Helsingør-Holbæk. Kører kun i myldretiden.  |

## Historisk
| Litra                  | Billede               | Type                      | Maks. hastighed | Antal | Antal sæder              | Byggeår          | Driftsår        | Bemærkning                                 |
| ---------------------- | --------------------- | ------------------------- | --------------- | ----- | ------------------------ | ---------------- | --------------- | ------------------------------------------ |
| Øresundstog (litra ET) | Øresundstog ved Borås | Elektrisk togsæt          | 180             | 23    | 237 (heraf 29 klapsæder) | 2000-2002        | 2001-2023       | Ejet af DSB. Lejet af Transportministeriet |
| Øresundstog (litra ET) | Øresundstog ved Borås | Elektrisk togsæt          | 180             | 10    | 237 (heraf 29 klapsæder) | 2010-2011        | 2010-2023       | Ejet af DSB. Lejet af Transportministeriet |
| Litra Bn               |                       | Personvogne               | 140             |       |                          |                  | 1972-2009       |                                            |
| Litra EA               |                       | Ellokomotiv               | 160             | 22    |                          | 1984-86, 1992-93 | 1986-2009       | Første el-tog uden for S-banen.            |
| Litra ME               |                       | Dieselelektrisk lokomotiv | 160             | 37    |                          | 1981-83, 1986    | 1981-2009       |                                            |
| Litra MZ               |                       | Dieselelektrisk lokomotiv | 140             |       |                          | 1967-1978        | 1967-1995       |                                            |
| Litra MY               |                       | Dieselelektrisk lokomotiv | 133             |       |                          | 1954-65          | Indtil ca. 1990 |                                            |
| Litra MX               |                       | Dieselelektrisk lokomotiv | 133             |       |                          |                  |                 |                                            |
| Litra MO               |                       | Dieselelektrisk motorvogn | 120             |       | 37-52                    | 1935-58          | Indtil ca. 1970 |                                            |
| Litra S                |                       | Damplokomotiv             | 90              | 20    |                          | 1924             | 1924-1965       |                                            |
| Litra K                |                       | Damplokomotiv             | 100             | 100   |                          | 1893-1902        | 1897-1924       |                                            |
| Litra O                |                       | Damplokomotiv             | 70              | 36    |                          | 1896-1901        |                 |                                            |

## Fodnoter
1. ↑  Den maksimale hastighed på Kystbanen er 120 km/t.
2. ↑  Pr. 2013 er der i alt bygget 111 Øresundstogsæt. Det samlede antal Øresundstog i den fælles dansk-svenske materielpulje er 105. Herudover ejes 2 togsæt af SJ, 3 togsæt udlejes til Västtrafik i Göteborg, og 1 togsæt stilles til rådighed for IC Bornholm.